# Кузнецово (Омская область)
Кузнецово — село в Тевризском районе Омской области России. Административный центр и единственный населённый пункт Кузнецовского сельского поселения.

## История
Деревня Кузнецова была основана в 1846 году. По данным 1928 года в деревне имелось 44 хозяйства и проживало 268 человек (в основном — русские). В административном отношении Кузнецова входила в состав Петровского сельсовета Тевризского района Тарского округа Сибирского края.

## География
Село находится в северной части Омской области, на правом берегу реки Иртыш, на расстоянии примерно 11 километров (по прямой) к северо-западу от посёлка городского типа Тевриз, административного центра района. Абсолютная высота — 50 метров над уровнем моря.

### Часовой пояс
Село Кузнецово, как и вся Омская область, находится в часовой зоне МСК+3. Смещение применяемого времени относительно UTC составляет +6:00.

## Население
| 2010 | 2011 | 2012 | 2013 | 2014 | 2015 | 2016 |
| ---- | ---- | ---- | ---- | ---- | ---- | ---- |
| 285  | ↘284 | ↘279 | ↘265 | ↘256 | ↘248 | ↘239 |
| 2017 | 2018 | 2019 | 2020 | 2021 | 2023 |      |
| ↘227 | ↘221 | ↘199 | ↘182 | ↘112 | ↘103 |      |

Гендерный состав
По данным Всероссийской переписи населения 2010 года в гендерной структуре населения мужчины составляли 50,5 %, женщины — соответственно 49,5 %.
Национальный состав
Согласно результатам переписи 2002 года, в национальной структуре населения русские составляли 94 %.

## Инфраструктура
В селе функционируют основная общеобразовательная школа, фельдшерско-акушерский пункт (структурное подразделение Тевризской ЦРБ), сельский клуб и отделение Почты России.

## Улицы
Уличная сеть села состоит из девяти улиц.